# Пешмерга
Пешмерга (на кюрдски: پێشمەرگه, Pêşmerge), буквално преведено като „тези, които гледат смъртта в очите“ са въоръжените сили на автономния регион Иракски Кюрдистан.
Начело на Пешмерга е президента на Иракски Кюрдистан. Самите сили на Пешмерга до голяма степен са отделно от „Кюрдската демократическа партия“ (КДП) и „Отечествен съюз на Кюрдистан“ (ОСК), въпреки че и двете са верни на правителството на региона Кюрдистан. Силите на Пешмерга са отговорни за защитата на земята, хората и институциите в региона на Кюрдистан.
По закон е забранено на иракската армия да влиза в Иракски Кюрдистан, затова Пешмерга, заедно с други кюрдски сили за сигурност, са отговорни за сигурността в кюрдския регион.
През 2003 г., по време на войната в Ирак, се твърди, че Пешмерга изиграва ключова роля в мисията за залавяне на Саддам Хюсеин. През 2004 г. кюрдските антитерористични сили залавят ключовата фигура на Ал Кайда Хасан Гул, който разкрива самоличността на пратеник на Осама бин Ладен, което в крайна сметка води до Операция Нептун и смъртта на Осама бин Ладен.
От август 2014 г. Пешмерга и другите кюрдските сили водят война срещу Ислямска държава в Ирак и Сирия.

## История
Кюрдската воинска традиция съществува в продължение на хиляди години, заедно със стремежа за независимост, като в началото кюрдските бойци се борят срещу персийската империя, османската империя и британската империя. Въпреки това, терминът „Пешмерга“ е въведен в средата на 20 век от кюрдския писател Ибрахим Ахмад. Означава „човек, който се изправя срещу смъртта“ или „тези, които гледат смъртта в очите“. „Пеш“ означава да се изправи пред (в свободен превод, да се изправи лице в лице), докато „Мерга“ означава смърт.
В исторически план Пешмерга съществува само като партизанска организация, но в рамките на самообявилата се република Махабад (1946 г.), водена от Мустафа Барзани като официална армия на републиката. След падането на републиката и екзекуцията на държавния ѝ глава Кази Мохамед, Пешмергските сили отново стават партизанска организация, които продължава да се бори срещу иранските и иракските власти до края на века.
В Ирак, голямата част от Пешмерга се ръководи от Мустафа Барзани и Кюрдската демократическа партия. През 1975 г. Пешмерга губи втората иракско-кюрдска война.
След смъртта на Мустафа Барзани през 1979 г., синът му Масуд Барзани поема поста. Когато напрежението между КДП и ОСК нараства, повечето от Пешмерга се борят да задържат областта под контрола над собствената си партия, като в същото време се бори и с иракските нахлувания. След ирано-иракската война, Иракски Кюрдистан е в състояние на гражданска война между двете основни кюрдски партии, а Пешмерга се бият помежду си. Гражданската война официално приключва през септември 1998 г., когато Барзани и Талабани подписват споразумението Вашингтон за създаване на официален мирен договор. В рамките на споразумението, страните се съгласяват да споделят приходите и властта, и да не позволяват на иракските войски да нахлуят в кюрдските райони. Дотогава, около 5000 кюрди са убити от двете страни, както и много други са изгонени за това, че са на грешната страна. В годините след това, напрежението остава високо, но и двете страни са съперници, но през 2003 г. и заедно взимат участие в свалянето на режима на Саддам Хюсеин като част от войната в Ирак. Те остават в добри отношения и образуват това, което сега е Иракски Кюрдистан. За разлика от други милиции, Пешмерга никога не са забранени от иракския закон.
През 2015 г. за първи път, Пешмерга войници получават чуждестранно военно обучение.

## Структура
Точният размер на силите Пешмерга не е известен, тъй като има различни оценки, вариращи от едва 80 000 до 250 000. Тези сили са организирани в 36 военни бригади, контролирани поотделно.
Силите на Пешмерга, като голяма част от Иракски Кюрдистан, са обвинявани в корупция, партизанщина, непотизъм и измама. Голяма част от това се дължи на факта, че силите са все още неофициално разделени по основните партийни линии, макар и с може би по-малко напрежение, отколкото по време на кюрдската гражданската война. След юни 2014 г. Ислямска държава нахлува в Ирак и след отстъплението на иракската армия, регионалното правителство на Кюрдистан попълва празнотата и поема контрола над почти всички спорни територии. Тези области са разделени между КДП и ОСК Пешмерга.
В резултат на разделянето, не съществува централен команден център, който отговаря за цялата сила на Пешмерга. Към януари 2015 г., 12 от 36-те бригади според сведенията са поставени под контрола на Кюрдското регионално правителство, а останалите 70% от Пешмерга силите все още се контролират от двете основни партии на региона.
Поради ограниченото финансиране, Кюрдското регионално правителство планира значително да намали размера на силите си от голям брой ниско качествени сили в по-малък, но много по-ефективни и добре обучени сили. През 2009 г. регионалното правителство и Багдад, организират дискусии за включване на части от силите на Пешмерга в иракската армия, като 15-и и 16-и иракски подразделения на армията. Въпреки това, след повишаване на напрежението между Ербил и Багдад по отношение на спорните райони, тези планове до голяма степен пропадат.
Докато по-голямата част от силите на Пешмерга са мюсюлмани, има също и асирийски християни и езиди.
Въпреки че е почти изцяло съставен от мъже, Пешмерга са известни и с малък брой жени бойци, които са около 600 в техните редици. В КДП е отказан достъпа на жените до фронтовата линия и се използват най-вече в областта на логистиката и управленските позиции, но ОСК ги разполага на предната линия и те активно се борят против Ислямска държава.

## Въоръжение
Арсенала на Пешмерга е ограничен, защото кюрдския регион не е независима държава. Благодарение на споровете между Кюрдското регионално правителство и правителството на Ирак, доставки на оръжие от Багдад до Иракски Кюрдистан почти няма, тъй като Багдад се опасява от кюрдските стремежи за независимост. Пешмерга силите до голяма степен разчитат на стари оръжия, пленени от старата иракска армия по време на американската инвазия през 2003 г., при която те са активни. Преди това, някои оръжия също са заграбени през 1991 г. След оттеглянето на новата иракска армия през юни 2014 г. поради офанзивата на Ислямска държава, Пешмерга отново успява да се сдобие с оръжия, оставени от армията. От август 2014 г. са пленени оръжия и от ИДИЛ.
След офанзивата на ИДИЛ от август 2014 г., няколко правителства решават да въоръжат Пешмерга с малко повече леко оборудване, като например леки оръжия, очила за нощно виждане и боеприпаси. Въпреки това, кюрдски официални лица и Пешмерга подчертават, че те не са получили достатъчно. Те също така твърдят, че Багдад е блокирал някои пратки за Кюрдското регионално правителство, като подчертават необходимостта от оръжия, да бъдат изпратени директно до регионалното правителство, а не чрез Багдад.

## В Културата
През юли 2017 -та туниската певица Ламия Джамел изпълнява на арабски език песента „Пешмерга“, посветена на едноименните сили за самоотбрана.